# Hans Krause-Dietering
Hans Krause-Dietering (* 11. September 1911 in Berlin; † 14. Juli 1976 bei Djallabad) war ein deutscher Fabrikleiter, Ingenieurschullehrer und -leiter.
Nachdem Hans Krause eine Feinmechanikerlehre bei Siemens & Halske absolviert hatte, studierte er 1930–1933 Elektrotechnik an der Höheren Technischen Lehranstalt Beuth-Schule mit dem Ingenieurabschluss. Während er 1934 bis 1945 im Heerestechnischen Büro tätig war, studiert er erneut an der Technischen Hochschule die Fachrichtung Maschinenbau und erwarb den Grad des Dipl. Ing.
Mit seiner Frau Herta, geb. Dietering, hatte er den im August 1943 in Halle/Saale geborenen Sohn Bernd und die im Januar 1945 geborene Tochter Birgit.
Nach dem Kriege verdingte sich der Regierungsbaurat a. D. zunächst als Telegrafenhilfsarbeiter und bald darauf als Fachlehrer an einer Berufsschule. 1947–1949 war er Abteilungsleiter in einem Amt für Wirtschaftsplanung in Ost-Berlin und die folgenden fünf Jahre leitender Angestellter, zuletzt Fabrikleiter bei der DeTeWe.
Um 1954 erfolgte der Ruf an die Ingenieurschule der Deutschen Bundespost Berlin (später Fachhochschule der Deutschen Bundespost Berlin), wo er das Fachgebiet Fertigungstechnik übernahm. Zusätzlich war er 1955 bis 1968 an der Ingenieurschule Gauß Lehrbeauftragter für das Fach Industrielle Meßtechnik. Seit 1960 REFA-Lehrer (Vorstandsmitglied im LV Berlin des REFA seit 1962), Lehrbeauftragter an der Wirtschafts- und Verwaltungsakademie Berlin. Er stieg auf zum Oberpostdirektor und wurde als zeitweiliger Leiter der Lehranstalt auch zum stellvertretenden Amtsvorsteher ernannt. Sein Nachfolger wurde 1972 Uwe Rabenhorst.

## Veröffentlichungen
- Wirtschaftliche Schnittgeschwindigkeit; VDI-Z. 98(1956)
- Löten und Lötverbindungen; VDI-Z. 98 (1956)
- ErreichbareStandwege für Spiralbohrer; VDI-Z. 99 (1957)
- Fortschritte in der Stanzereitechnik; VDI-Z. 99(1957)
- Erreichter Automatisierungsgrad einer deutschen Automobilfabrik; VDI-Z.101 (1959)